# Pinot noir

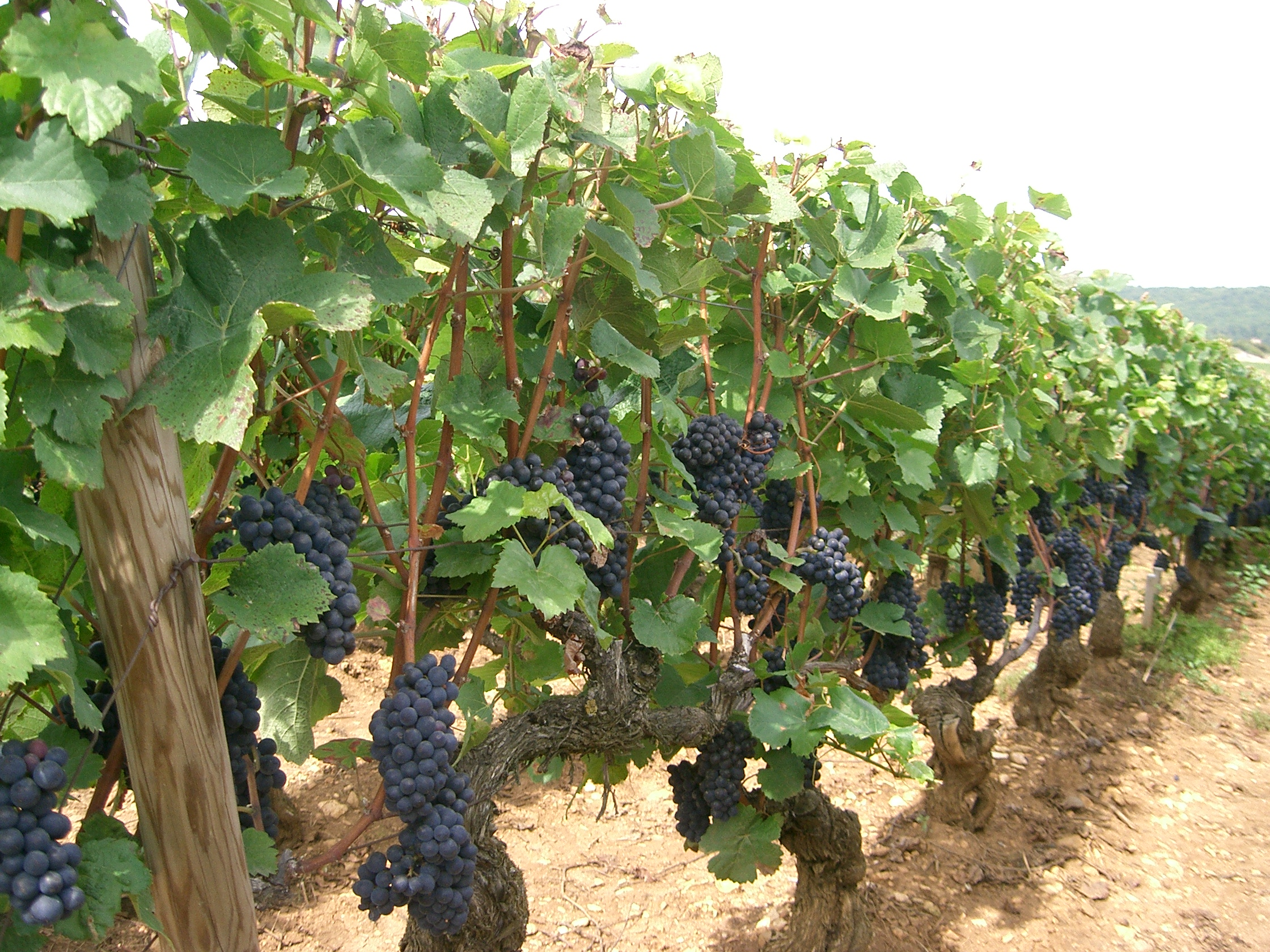
Ein Weingarten mit Pinot-noir-Rebstöcken

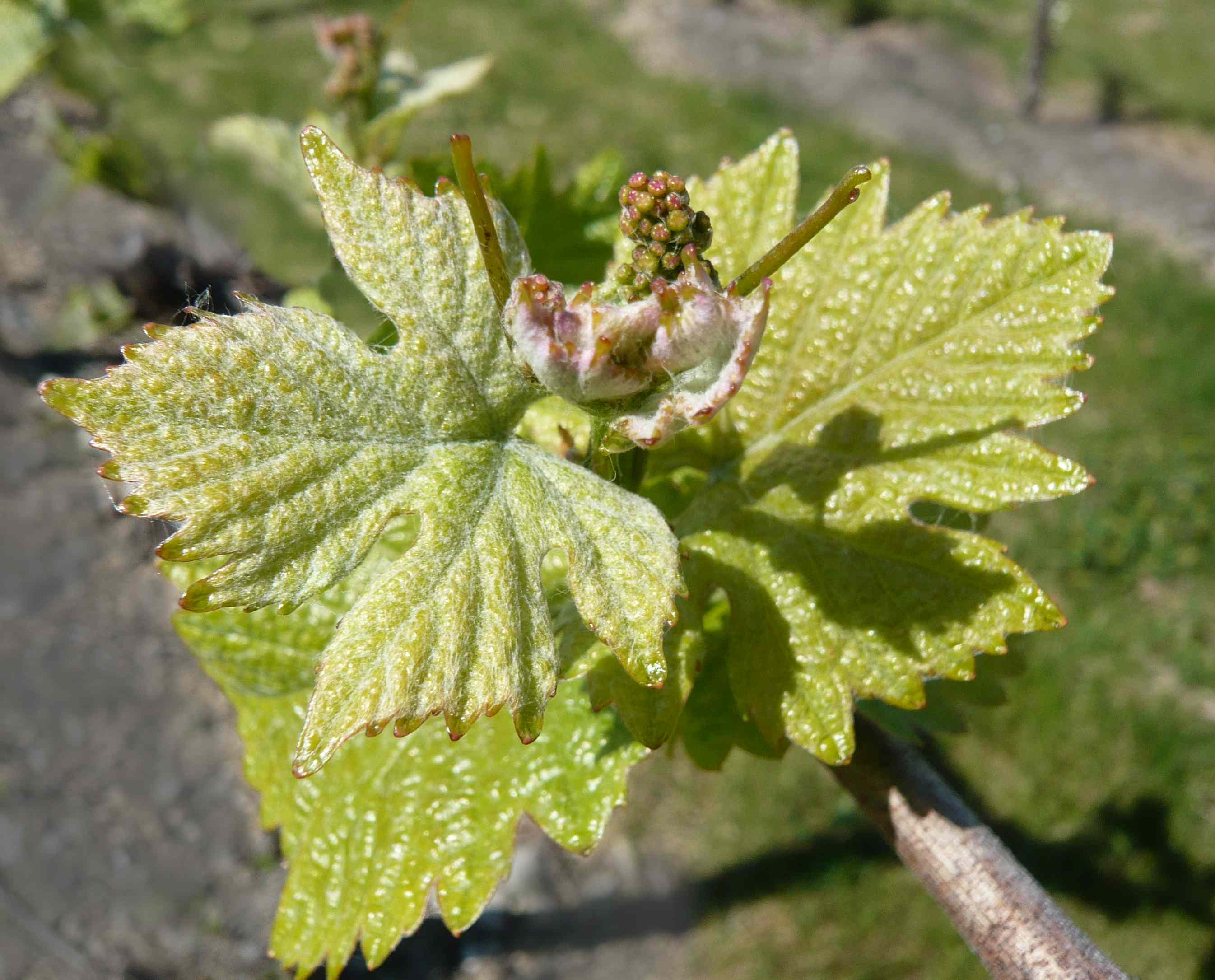
Junge Blätter und Geschein des Pinot noir

Pinot noir (Spätburgunder, Pinot nero, Blauburgunder, Schwarzburgunder und zahlreiche weitere Synonyme) ist eine bedeutende und meist als hochwertig geltende Rotweinsorte. Sie hat weltweite Verbreitung und Bedeutung erlangt. Der Wein wird gelegentlich als König der Rotweine bezeichnet. Pinot noir ist eine klassische Rotweinqualitätssorte der kühleren Weinbaugebiete wie des Burgunds, der Ahr, der Pfalz usw. Er ist ferner ein wichtiger Verschnittpartner für die Champagner-Erzeugung.

## Abstammung, Herkunft
Bei Pinot noir handelt es sich um eine sehr alte Sorte, die es möglicherweise seit 2000 Jahren gibt. Als Heimat der Pinotsorten wird das Gebiet zwischen Genfersee (Schweiz) und dem Rhônetal (Frankreich) vermutet. Carole Meredith nennt als möglichen Entstehungsort auch den Südwesten Deutschlands. Die Analysen zeigen eine grundsätzliche Verschiedenheit zu den im Süden Frankreichs vorherrschenden Sorten, die vermutlich von den Griechen ins Land gebracht wurden.
Die Abstammung von Pinot noir ist noch ungeklärt und wird in der Wissenschaft unterschiedlich diskutiert. Eine Quelle spricht von einer natürlichen Kreuzung von Schwarzriesling mit Traminer. Eine weitere Quelle sagt aus, dass Pinot noir wahrscheinlich in direkter Linie von der Wildrebe abstammt. Nach umfangreichen Genanalysen, die in den 1990er-Jahren durchgeführt wurden, ist dies nicht ausgeschlossen. Tatsächlich wuchsen bis zur Reblauskatastrophe Ende des 19. Jahrhunderts auch Wildreben bis in den äußersten Norden Frankreichs.

### Verbreitung im Mittelalter
Pinot noir zählt zu den klassischen fränkischen Sorten und könnte mit dem Traminer während der Zeit des Frankenreichs verbreitet worden sein. So soll er erstmals im Jahr 884 durch Kaiser Karl III. als „Clävner“ in Deutschland eingeführt worden sein. Dafür, dass Mönche, die 1136 aus Clairvaux in den Rheingau kamen, Reben des Spätburgunders mitbrachten, liegen jedoch keine sicheren Belege vor. Belegt ist, dass er vom Orden der Zisterzienser 1335 aus Burgund auf den Steinberg des Klosters Eberbach im Rheingau gebracht wurde, von wo er auch auf den Aßmannshäuser Höllenberg kam. Der erste urkundliche Nachweis von Spätburgunder im Rheingau stammt aus dem Jahr 1470 und ist gleichzeitig der erste Nachweis von Rotweinanbau im Rheingau. Das Rheingauer Synonym war über Jahrhunderte „Klebrot“. In Salem pflanzte man 1318 ebenfalls Spätburgunder an.
In Burgund wurde der Anbau des Pinot noirs durch die Zisterzienser vorangetrieben. Der burgundische Herzog Philipp der Kühne erließ 1395 ein Dekret, nach dem sämtliche Reben des Gamay durch Pinot noir ersetzt werden sollten.
Als zuverlässige Jahresangaben für den Anbau der Rebe gelten für Frankreich 1283 (Moreillon) und 1375 (Pinot Vermeil), für Deutschland 1470 (Clebroit = Klebroth) in Hattenheim im Rheingau, für die Schweiz 1766 (Cortaillod) und für Österreich, Ungarn und Italien das 18. Jahrhundert.
Im Schweizer Kanton Wallis wird der Pinot noir als traditionelle Rebsorte betrachtet.
Pinot noir ist die erste Sorte, von der 2007 die DNA des Genoms vollständig sequenziert wurde.
In De re rustica beschreibt der altrömische Schreiber Columella eine Rebsorte, die dem heutigen Spätburgunder zugeordnet werden könnte.

### Herleitung des Namens
Der französische Begriff „Pinot“ leitet sich wahrscheinlich von der lang gezogenen Form der Pinot-Trauben ab, die dem Zapfen einer Kiefer (frz. „pin“) recht ähnlich sind. Die im deutschsprachigen Raum übliche Bezeichnung „Burgunder“ soll auf einer Einfuhr von Reben von Burgund an die Ahr im 18. Jahrhundert beruhen.

## Ampelografische Sortenmerkmale
- Die Triebspitze ist offen, weißlich, hellgrün und stark behaart.
- Die Jungblätter sind anfangs spinnwebig behaart, um später beinahe unbehaart zu sein.
- Der Triebwuchs ist mittelstark.
- Das Blatt mittelgroß, wenig gebuchtet und hat eine blasige Oberfläche. Die Blattform ist wie ein gleichseitiges Fünfeck; drei- bis fünflappig und fein gezähnt. Die Stielbucht ist V-förmig offen.

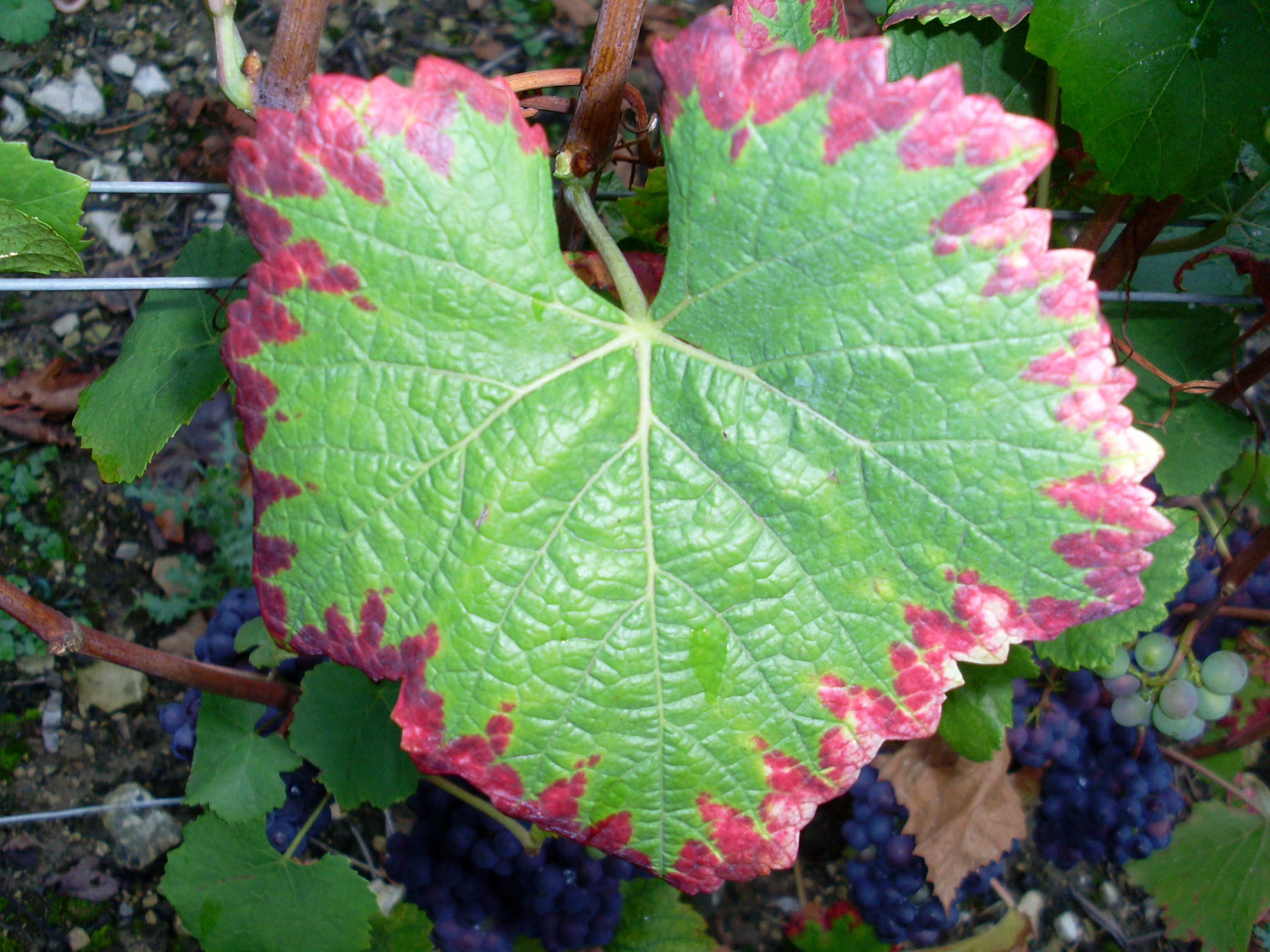
Pinot-noir-Blatt (mit Blattrandschäden von Zikaden)
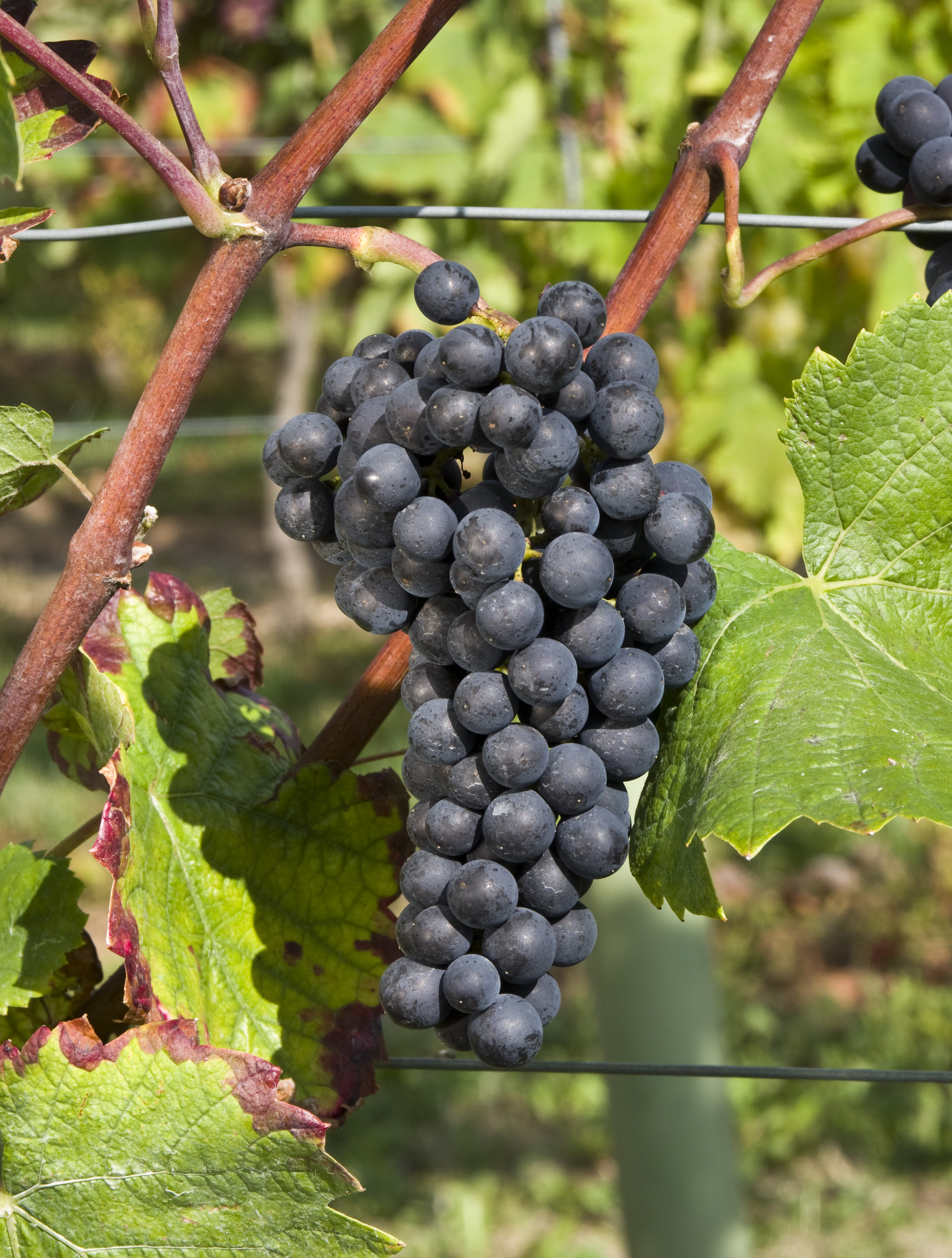
Pinot-noir-Traube

- Die walzenförmige Traube ist selten geschultert, mittelgroß und dichtbeerig. Die rundlichen bis ovalen Beeren sind klein bis mittelgroß und sind dunkelblau bis violettblau gefärbt. Die Schale der Beere ist dünn und daher sehr empfindlich. Das Fruchtfleisch ist sehr saftreich.

Erst wenn sich die Beeren verfärben (August), ist es möglich Pinot noir vom Pinot gris und Pinot blanc zu unterscheiden.
Reife: mittelspät

## Ansprüche
Die Sorte benötigt frühe und gute Lagen mit tiefgründigen, warmen, mittelschweren und fruchtbaren Böden mit guter Wasserversorgung. Schwere Böden sind nicht geeignet. Die besten Weine werden von Reben auf kalksteinhaltigen Hanglagen in kühlem Weinbauklima gewonnen. Der Anbau des Spätburgunder gilt weltweit als schwierig und die Sorte entwickelte sich wahrscheinlich aus einer Jahrhunderte währenden Anpassung an die Bedingungen des Burgund. Die dünnhäutigen Früchte verlangen eine sehr feinfühlige Bearbeitung, da durch Verletzungen der Schale ihr Saft zu früh freigesetzt wird. Außerdem reagieren sie stark auf Klimaschwankungen (Hitze/Kälte). Saure, lehmhaltige Böden ergeben lediglich Weine bescheidener Qualität.
Aufgrund des frühen Austriebs sind die Triebspitzen spätfrostgefährdet. Daher sollte der Spätburgunder in spätfrostgefährdeten Gebieten nicht in der Ebene oder im unteren Bereich von Hanglagen angepflanzt werden. Die Rebsorte reift – auch wenn es ihr deutscher Name anders suggeriert – im internationalen Vergleich sehr früh und kann daher auch in nördlichen Anbaugebieten mit verkürzten Vegetationsperioden voll ausreifen.

## Ertrag
Pinot noir bringt regelmäßige, mittelhohe bis hohe Erträge. Es gibt aber eine große Anzahl an Klonen, die sich im Ertrag, der Beerengröße und der Lockerbeerigkeit unterscheiden.

## Wein
Traditionell waren die Pinot-noir-Weine nicht sehr farbintensiv, mild, gerbstoffarm und von eher rostroter Farbe. Neben diesem klassischen Typ besitzen die heutigen Pinot-noir-Weine ein kräftiges Rubinrot mit violetten Nuancen und gelten verbreitet als samtige und vollmundige Rotweine mit langer Lagerfähigkeit, aber mit geringer Farbintensität. Die Weine oxidieren leicht (besonders nach einem Beerenbotrytisbefall) und zeigen dann einen bräunlich roten Farbton. Pinot noir besitzt ein eigenständiges, typisches Bukett, das besonders durch die Fruchtigkeit geprägt ist. Bei Jungweinen kann die Frucht des Weines an Brombeeren erinnern, im Alter erinnern sie mehr an Nüsse mit einer zarten Bitterkeit (Bittermandeln).
Pinot noir ist eine der wenigen Rebsorten, die meist sortenrein ausgebaut wird. Die Stilistik, Aroma und Geschmack reichen im Pinot Noir von fast streng, über sauer, tanninschwer, bis zu unübertrefflich weich, samtig und aromatisch komplex. Der typische Pinot noir hat einen leicht süßlichen Duft nach Früchten, von Kirschen, Brombeeren, Erdbeeren, Pflaumen, bis hin zu Schwarzen Johannisbeeren, dazu Anklänge von Mandeln sowie Blumen wie Veilchen. Mit Ausbau im Barrique kommen oft noch Anklänge von Vanille und Zimt hinzu. Güte und Geschmack eines Pinot-noir-Weins hängen stark vom Terroir ab. Weil er empfindlich auf Unterschiede von Bodentyp und Mikroklima reagiert, ist Pinot noir besonders geeignet, das spezifische Terroir zu vermitteln.
Nicht nur im Weingarten, sondern auch im Keller ist Pinot noir eine schwierige Sorte. Sie erfordert eine möglichst schonende Extraktion ihrer dünnschaligen Beeren, denen man möglichst viel Farb-, Geschmacks- und Aromastoffe entziehen möchte, ohne zu viel bittere Gerbstoffe zu extrahieren. Es ist neben der Herkunft tatsächlich vor allem die fordernde Weinbereitung, die das Bild des Pinot Noir prägt. So vergärt man entweder mit oder ohne Stiele, also abgebeert oder nicht. Das eine Extrem ist die Kaltmazeration und Kaltgärung, bei der man möglichst viel Frucht und Farbtiefe ohne zu viele Gerbstoffe gewinnen möchte. Beim entgegengesetzten Extrem – der Vorgehensweise der Traditionalisten – wird ohne Eingriffe warm vergoren, wodurch relativ hellfarbige Weine entstehen.
Bedeutung haben ebenso Schaumweine aus Pinot-noir-Wein, Roséwein (Weißherbst, Gleichgepresster) und Blanc de Noirs („Weißer aus Schwarzen“ ist die französische Bezeichnung für einen aus Rotweinsorten gekelterten weißen Wein). Pinot noir zählt auch zu den drei Rebsorten zur Erzeugung von Champagner und gibt dem Schaumwein die Fülle.

## Eigenschaften
Es handelt sich um eine weinbaulich eher schwierige Rebsorte.

### Vorteile
Die Sorte liefert hochwertige Rotweine und hat eine ausreichende Winterfrostwiderstandsfähigkeit.

### Nachteile

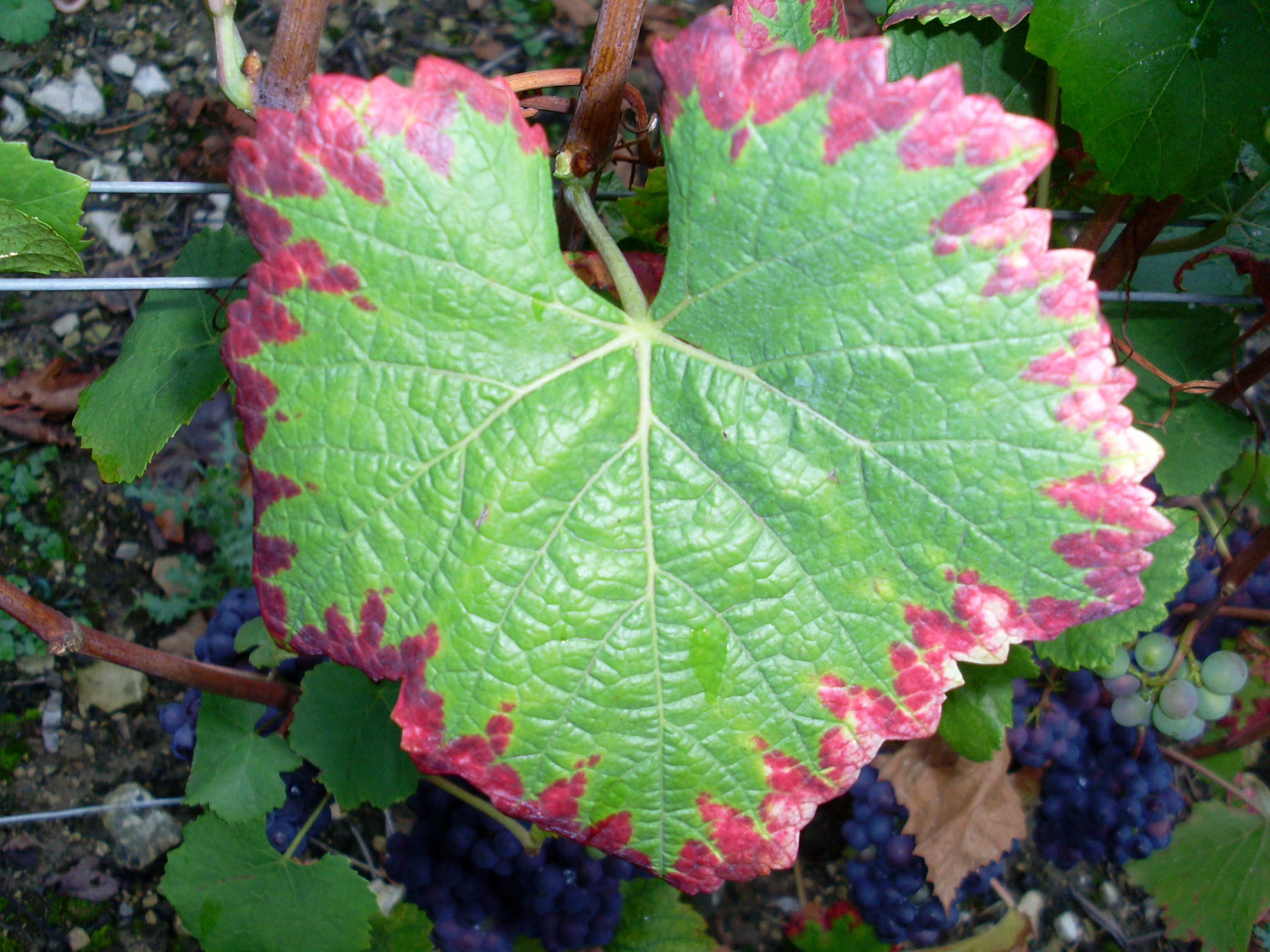
Blattrandschaden durch die Saugtätigkeit der Rebzikade

Nachteilig ist, dass die Sorte hohe Ansprüche an Lage und Boden stellt, stiel- und beerenfäuleanfällig sowie spätfrostempfindlich ist und die Weine eine schwache Farbdeckung besitzen. Die dünnhäutigen Beerenschalen verlangen eine sehr sorgsame Pflege. Außerdem reagieren sie stark auf Temperaturschwankungen (Hitze/Kälte). Durch Klonselektion konnten einige dieser Probleme reduziert werden. So haben neuere Klone weniger Probleme mit Stiel- und Beerenfäule, da die Schale der Beeren etwas stärker ist. Die aus ihnen gewonnenen Weine weisen aber auch etwas andere sensorische Eigenschaften auf. Die Rebsorte ist anfällig gegen den Echten Mehltau, Falschen Mehltau, Botrytis, Rebzikaden und Viruskrankheiten (besonders die Reisigkrankheit). Des Weiteren neigt sie zu Chlorose.

## Verbreitung
Anbauflächen von Pinot noir auf der Welt 2016. Die 20 Länder mit den größten Anbauflächen für Pinot noir hatten zusammen 97,5 % der Gesamtfläche weltweit.
| Land                   | Rebfläche ha 2016 |
| ---------------------- | ----------------- |
| Frankreich             | 31.602            |
| Vereinigte Staaten     | 22.998            |
| Deutschland            | 11.184            |
| Neuseeland             | 5.514             |
| Italien                | 5.057             |
| Australien             | 4.806             |
| Schweiz                | 4.209             |
| Chile                  | 4.402             |
| Moldau                 | 2.366             |
| Rumänien               | 1.930             |
| Argentinien            | 1.866             |
| Südafrika              | 1.153             |
| Ungarn                 | 1.092             |
| Spanien                | 969               |
| Russland               | 918               |
| Tschechien             | 697               |
| Kanada                 | 639               |
| Serbien                | 633               |
| Österreich             | 640               |
| Vereinigtes Königreich | 546               |
| Weltanbaufläche 2016   | 105.480           |

Aufgrund seiner geschmacklichen Qualität und seines feinen Duftes findet der Pinot noir trotz der Probleme beim Anbau wieder zunehmend Beachtung. Die weltweite Anbaufläche hat sich von 1960 mit nur 10.375 ha über 1990 (41.539 ha) und 2000 (68.742 ha) auf 105.480 ha im Jahr 2016 vergrößert. Sie belegt damit im weltweiten Rebsortenranking den Rang 10.

### Frankreich

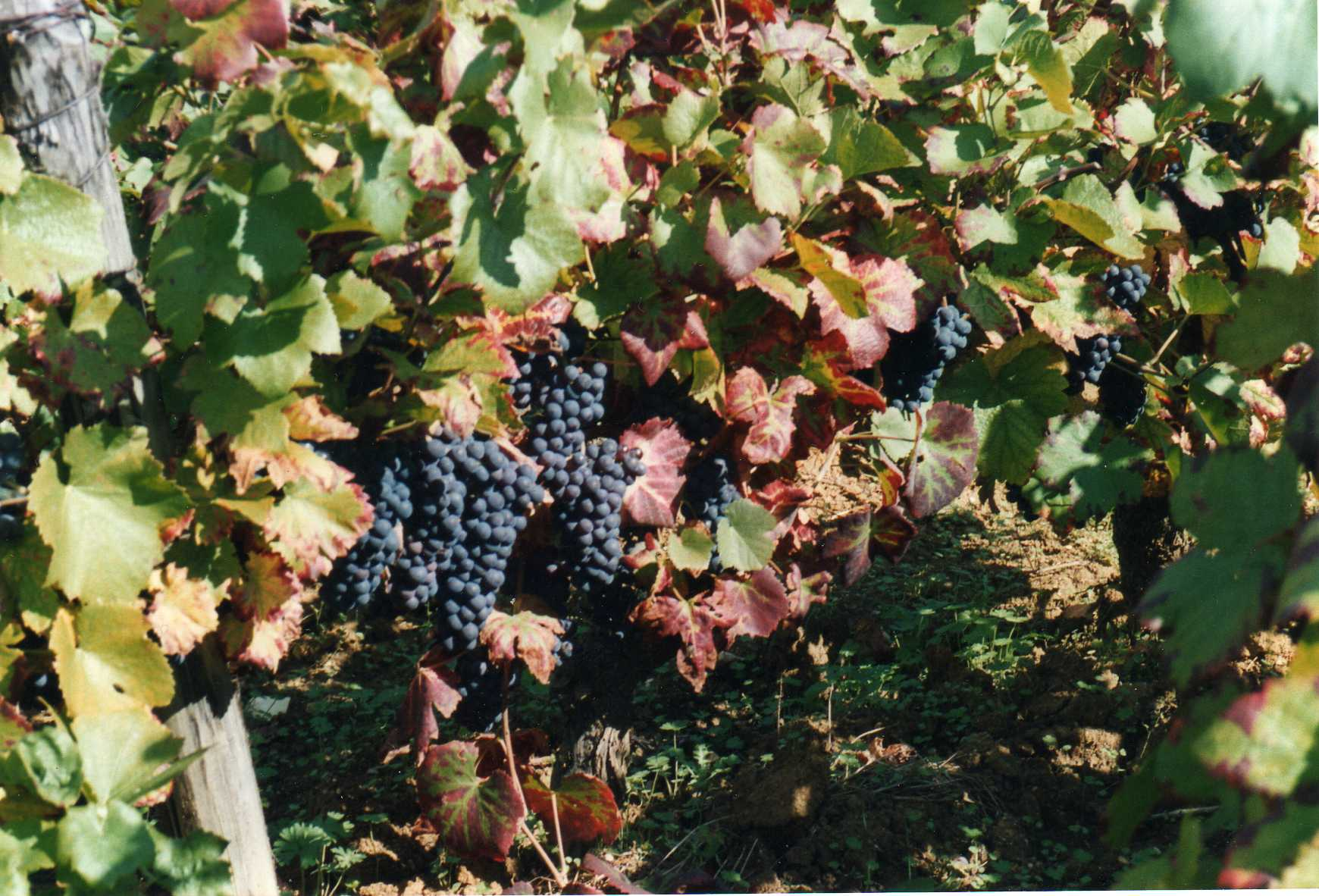
Pinot noir-Reben im Gebiet Côte chalonnaise

Frankreich, als größtes Anbauland der Sorte, hat eine Rebfläche von 31.602 ha (Stand 2016). An der Côte-d’Or im Herzen Burgunds ist Pinot noir die einzig zugelassene Rotweinsorte zur Erzeugung von Qualitätsweinen. Bereits der erste Herzog von Burgund, Philipp der Kühne (1363–1404) erkannte den kommerziellen Wert des Weines für den Export und bemühte sich um eine Vermarktungsstrategie. Unter anderem ließ er den Anbau von Gamay mit dem Argument der Schädlichkeit für die menschliche Gesundheit per Dekret verbieten. Außerdem verbot er die Düngung der Weinberge, da offensichtlich die Erträge viel zu hoch waren. Einige Historiker sehen in dieser Zeit das Fundament einer erfolgreichen Strategie der Herzöge von Burgund, den Burgunder an den Königshöfen Europas als den besten Wein Europas zu positionieren. Bekannt ist das Anbaugebiet der Côte Chalonnaise, wo auch im Verschnitt mit dem Gamay der Bourgogne Passetoutgrains entsteht. Kultiviert wird die Sorte auch im Elsass.
Obwohl der Wein im Alter seinen speziellen Charme verliert, können an der Côte d’Or Weine mit hervorragendem Alterungspotential entstehen. Die besten Weingüter stellen häufig nur kleine Mengen ihrer hochwertigen Erzeugnisse her. Aufgrund des internationalen Bekanntheitsgrades entstehen Versorgungsengpässe, die zu sehr hohen Verkaufspreisen führen.
In der Champagne ist der Pinot Noir, mit einem Anteil von 38 %, noch vor den Rebsorten Chardonnay und Schwarzriesling (Pinot Meunier) wichtigster Bestandteil des Champagners. Dazu werden die Trauben gepresst und der gewonnene helle Saft ohne Einmaischung und somit ohne die Schale vergoren, so dass ein Weißwein entsteht. Sortenreiner Schaumwein aus Spätburgunder oder Pinot Meunier wird unter der Bezeichnung „Blanc de Noirs“ vermarktet. Als Spezialität entsteht im äußersten Süden des Weinbaugebiets der Rosé des Riceys.

### Deutschland
In Deutschland waren im Jahr 2016 11.184 ha (= 11,5 % der deutschen Rebfläche) mit der Rebsorte Pinot noir, hier der Spätburgunder, bestockt. Damit ist Deutschland der drittgrößte Pinot noir-Produzent der Welt hinter Frankreich und den USA. Baden allein hat mehr Spätburgunderflächen als z. B. Australien oder Neuseeland. Die bestockte Fläche ist trotz des Rotweinbooms seit einigen Jahren nahezu konstant.
In deutschen Anbaugebieten werden mittlerweile Spitzenqualitäten erzielt. Hat man in Deutschland noch in den 1980er Jahren aus Spätburgunder durchwegs eher süßliche Weine erzeugt, schwach in Farbe, Körper und Alkohol, so hat sich das Geschmacksbild in den folgenden Jahrzehnten dramatisch verändert. Heute werden auch in Deutschland viele farb-, tannin- und körperreiche, gehaltvolle Rotweine erzeugt, die sich mit den berühmtesten roten Burgundern Frankreichs messen können. Beste Erzeugnisse erreichen aber auch schon jetzt Preise, die sich mit denen aus Burgund messen können. Die Weine, die denen aus Burgund am ähnlichsten sind, wachsen in Baden und der Pfalz. Weitere gute Rotweinlagen finden sich an der Ahr und im Rheingau in Assmannshausen mit dem berühmten Höllenberg. Der erste urkundliche Nachweis von Spätburgunder im Rheingau stammt aus dem Jahr 1470 und ist gleichzeitig der erste Nachweis von Rotweinanbau im Rheingau überhaupt. Das Rheingauer Synonym war über Jahrhunderte Klebrot mit seinen wortähnlichen Abwandlungen. Der Spätburgunder ist dort mit 12,3 % (390 ha, Stand 2015) der bestockten Fläche bereits die dominierende Rotweinsorte. In Baden wird der Spätburgunder auf rund 5.492 ha kultiviert und ist mit rund 36 % die meistangebaute Rebsorte. An der Ahr dominiert sie mit 62,3 % (Stand: 2015). In der Pfalz wird er auf 1.672 ha (Stand 2015) angebaut.
Neben den Produkten Rot- und Roséwein wird der Spätburgunder auch zu fruchtigem und spritzigem Weißherbst und Blanc de Noirs verarbeitet.
Die Rebflächen in Deutschland verteilten sich im Jahr 2015 wie folgt auf die einzelnen Anbaugebiete:
| Weinbaugebiet        | Rebfläche ha |
| -------------------- | ------------ |
| Ahr                  | 359          |
| Baden                | 5.492        |
| Franken              | 256          |
| Hessische Bergstraße | 48           |
| Mittelrhein          | 43           |
| Mosel                | 380          |
| Nahe                 | 277          |
| Pfalz                | 1.672        |
| Rheingau             | 390          |
| Rheinhessen          | 1.458        |
| Saale-Unstrut        | 7            |
| Sachsen              | 41           |
| Württemberg          | 1.325        |
| Deutschland (2015)   | 11.784       |

### Österreich
Die mit Pinot noir bestockte Rebfläche beträgt 640 ha (2016), das sind 4,1 % der Anbaufläche mit Rotweinsorten und ist leicht rückläufig. Im Sortenranking liegt die Sorte an 7. Stelle bei den Rotweinsorten. In Österreich sind neben der Sortenbezeichnung Pinot noir die Synonyme Blauburgunder oder Blauer Burgunder gebräuchlich.
Der Anbau konzentriert sich auf Niederösterreich (293 ha) und das Burgenland (278 ha). In der Steiermark (16 ha) und in Wien (16 ha) ist der Flächenanteil gering.
Der Pinot noir wird in Österreich trocken ausgebaut und häufig im kleinen Holzfass, dem Barrique, ausgebaut und gelagert. Die Weine erinnern meist an die Produkte des Burgunds.

### Schweiz
In der Schweiz weist der Spätburgunder (gebräuchlich ist die Bezeichnung Blauburgunder respektive in der Romandie Pinot noir, in der Deutschschweiz älter auch Clevner oder Klevner) eine Anbaufläche von 4.209 ha auf (Stand 2016). Hauptanbaugebiete sind die Ostschweiz (insbesondere das Bündner Rheintal, das Schaffhauser Blauburgunderland und der Kanton Thurgau), der Kanton Zürich (insbesondere am Zürichsee und das Zürcher Weinland), das Wallis sowie Regionen am Neuenburgersee, am Bielersee, am Thunersee und im Seetal.

### Italien
Der größte Anteil der 5.057 ha Rebfläche (Stand 2016) befindet sich im nördlichen Italien im Piemont, in Südtirol und im Aostatal.
In Südtirol wurde die Sorte erstmals 1838 als „Bourgoigne noir“ bei einem Rebenkauf der „k.u.k. Landwirtschafts-Gesellschaft von Tirol und Vorarlberg, Niederlassung Bozen“ erwähnt; später wird die Sorte wie in Österreich „Blauburgunder“ genannt. Die ersten ampelografischen Beschreibungen sind durch Edmund Mach, Gründer des Agrarinstituts San Michele a. A., aus dem Jahr 1894 erhalten: Friedrich Boscarolli – Rametz/Meran – Rametzer Burgunder 1890, Chorherrenstift Neustift – Blauburgunder 1890, R. v. Bressendorf – Vernaun/Meran – Burgunder 1890, C. Frank – Rebhof Gries Bozen – Burgunder 1889, Fr. Tschurtschenthaler – Bozen – Burgunder 1890 & 1891, Fr. Tschurtschenthaler – Bozen – Kreuzbichler 1889 & 1891 & 1887.

### Australien
Der Pinot noir wird in den kühlen Regionen Australiens wie Yarra Valley, Geelong, die Halbinsel Bellarine Peninsula, Beechworth, Whitlands, South Gippsland, Sunbury und Mornington Peninsula in Victoria, Adelaide Hills in South Australia sowie Tasmanien kultiviert. Die bestockte Rebfläche liegt bei 4.806 ha (Stand 2016).

## Weitere Anbaugebiete
- Weinbau in Kanada
- Weinbau in Oregon
- Weinbau in Kalifornien
- Weinbau im Vereinigten Königreich
- Weinbau in Südafrika
- Weinbau in Neuseeland

## Ähnliche Rebsorten
- Syrah, auch Shiraz oder Balsamia ist eine natürliche Kreuzung der Sorten Mondeuse Blanche und Dureza und möglicherweise mit Pinot Noir verwandt. Bitte Quelle/Beleg nachreichen. Aussage widerspricht dem vorgegangenen Artikel.

## Synonyme
Es gibt 440 bekannte Synonyme. Diese sind in der Datenbank Vitis International Variety Catalogue aufgeführt.

## Mutationen, Klone

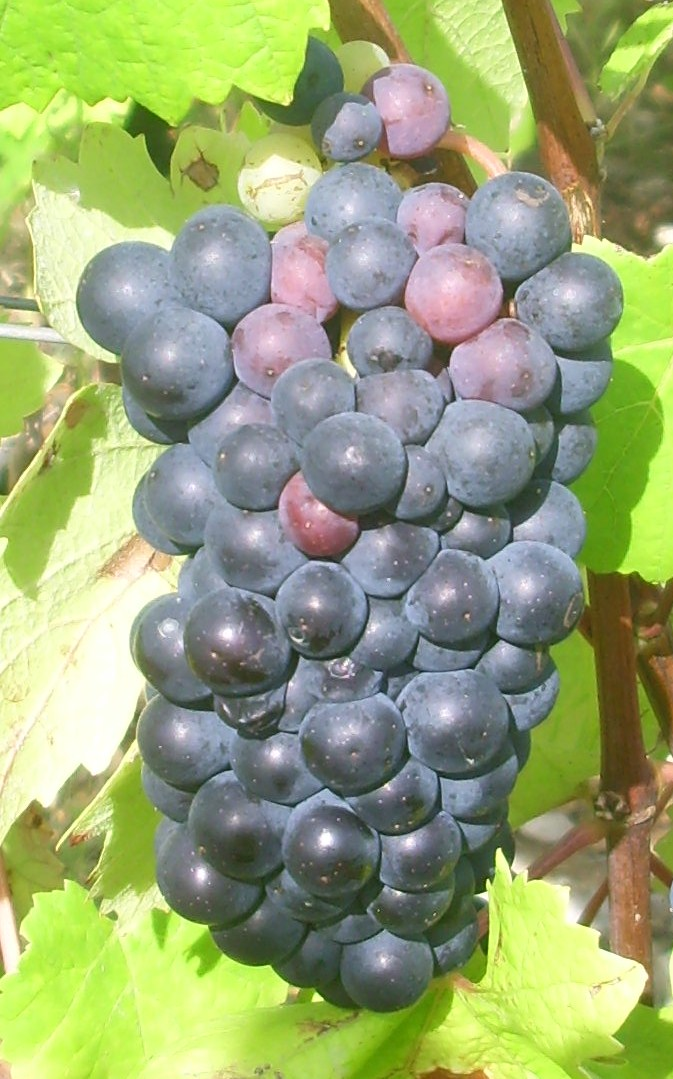
Kleine, dicht angeordnete Beeren und kleine kompakte Trauben sind typisch für die klassischen Klone des Pinot noir.

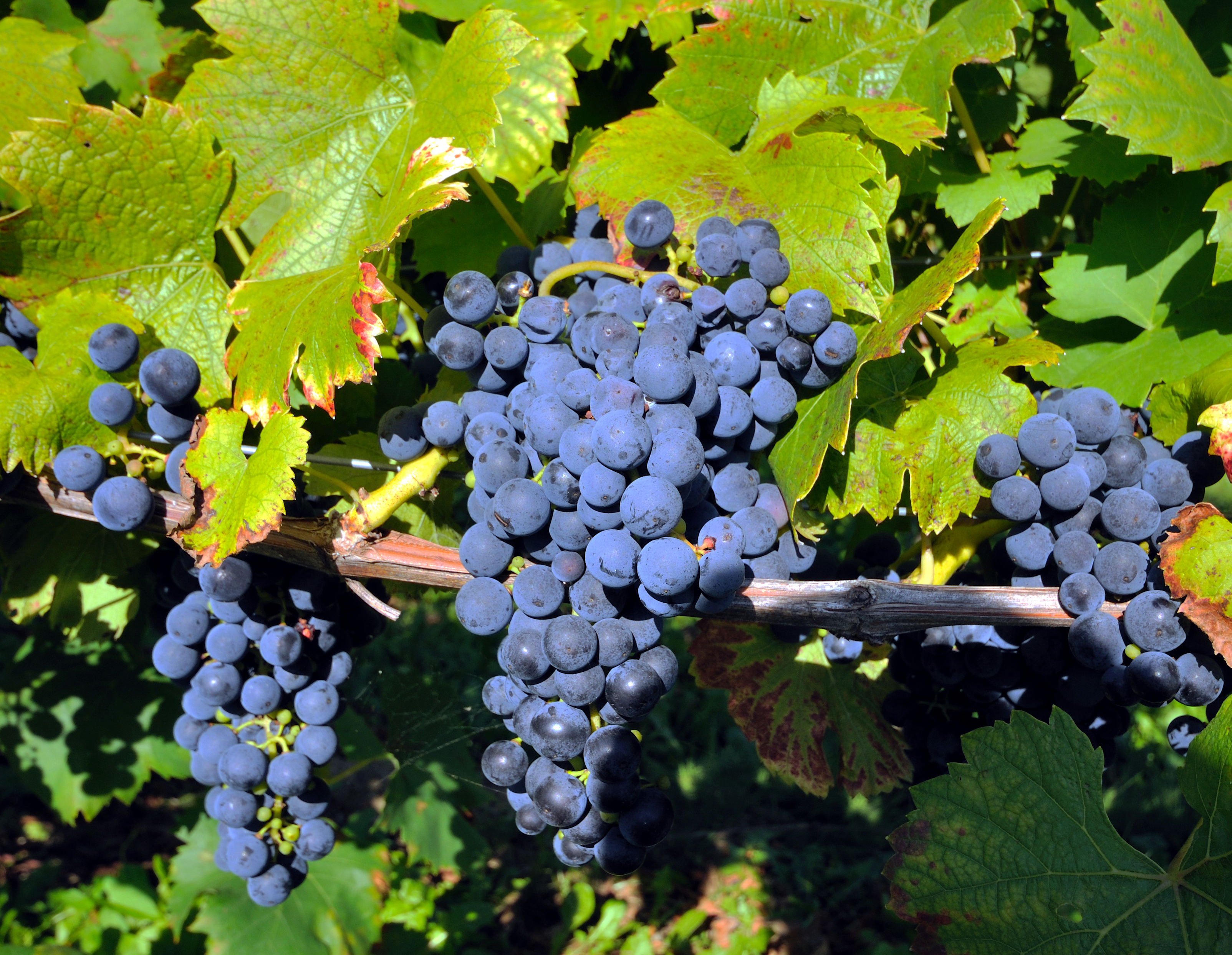
Lockerbeeriger, großbeeriger neuerer Klon des Pinot noir

Pinot noir neigt zu verstärkter Bildung von Mutationen. Sorten welche aus Mutation des Pinot noir entstanden sind: Frühburgunder, Pinot Liébault, Schwarzriesling, Weißburgunder, Grauburgunder, Blauer Arbst, Pinot Teinturier, Pinot Tête de Nègre.
Eine Rückmutation des Pinot Meuniers zum Pinot noir stellt Samtrot dar. Diese Zufallsmutation wurde 1928 von Hermann Schneider in seinem Heilbronner Weinberg entdeckt und 1929 von der Staatlichen Lehr- und Versuchsanstalt für Wein- und Obstbau in Weinsberg zur Vermehrung übernommen. Samtrot, so benannt 1950, wird ausschließlich in Württemberg angebaut. Sortenrechtlich ist Samtrot als ein Klon des Pinot noir eingestuft.

## Kreuzungen mit Pinot noir
Spontankreuzungen:
Spontane Kreuzungen von Pinot und Gouais Blanc: Aligoté, Aubin Vert, Auxerrois, Bachet Noir, Beaunoir, Chardonnay, Dameron, Franc Noir de la Haute-Saône, François Noir, Gamay Blanc Gloriod, Gamay Noir (à Jus Blanc), Knipperlé, Melon de Bourgogne, Mézy, Peurion, Roublot, Rubi, Sacy, Troyen.
Der Heunisch ist eigentlich eine minderwertige Rebsorte, die im Mittelalter nur aufgrund hoher Erträge geschätzt wurde und häufig gemeinsam mit Pinot noir kultiviert wurde. Die räumliche Nähe der Rebstöcke führte zwangsweise zu gegenseitiger Befruchtung und somit zu neuen Sorten, wie zum Beispiel die höherwertigen Sorten Chardonnay, Aligoté, Auxerrois und Gamay. Das lässt sich mit dem Heterosis-Effekt erklären. Das genetische Grundmuster beider Kreuzungspartner ist sehr unterschiedlich und erklärt die Fülle neuer Sorten.
Neuzüchtungen:
Aufgrund der hervorragenden Eigenschaften war und ist die Sorte weltweit beliebter Kreuzungspartner bei Neuzüchtungen.
Liste von Kreuzungen mit Pinot noir, entnommen aus dem Vitis International Variety Catalogue – abgerufen, am 6. Februar 2017.
| Sortenname                   | VIVC-Nr. | Kreuzungspartner                             |
| AK DZHUZYUM                  | 5706     | MADELEINE ANGEVINE X PINOT NOIR              |
| BALADA                       | 20920    | BABEASCA NEAGRA X PINOT NOIR                 |
| BELEK                        | 5724     | PINOT NOIR X KULDZINSKII                     |
| BERMET                       | 5726     | MADELEINE ANGEVINE X PINOT CHERNYI           |
| BOUQUET                      | 1608     | MAVROUD X PINOT NOIR                         |
| CARMINA                      | 2111     | PORTUGIESER BLAU X PINOT NOIR                |
| CARMINOIR                    | 20001    | PINOT NOIR X CABERNET SAUVIGNON              |
| CUMDEO ROUGE                 | 22511    | BLAUER BURGUNDER X BLAUER PORTUGIESER        |
| DIOLINOIR                    | 15944    | ROBIN NOIR X PINOT NOIR                      |
| DOMINA                       | 3632     | PORTUGIESER X PINOT NOIR                     |
| FRANC NOIR DE LA HAUTE SAONE | 4916     | HEUNISCH WEISS x PINOT NOIR                  |
| FREIBURG 4-61                | 19992    | JOANNES SEYVE 234-16 X PINOT NOIR            |
| FREIBURG 089-64 R            | 21822    | PINOT NOIR X FREIBURG 589-54                 |
| GAMINOT                      | 24740    | GAMAY NOIR X PINOT NERO                      |
| GEILWEILERHOF KOE-17-44      | 20668    | PORTUGIESER X PINOT NOIR                     |
| GEISENHEIM 141-38            | 4668     | PINOT NOIR X (CORDIFOLIA X RUPESTRIS)        |
| GEISENHEIM 6421-15           | 14307    | ROTBERGER X PINOT NOIR                       |
| HEBROS                       | 15816    | MUSCAT ROUGE X PINOT NOIR                    |
| JAGODINKA                    | 5654     | PINOT NOIR X PROKUPAC                        |
| KETROSY                      | 6130     | SEREKSIYA CHERNAYA X PINOT NOIR              |
| KLADOVSKA BELA               | 6301     | PROKUPAC X PINOT NOIR                        |
| KOLOR                        | 6388     | PINOT NOIR X TEINTURIER                      |
| LEDNICE B 76                 | 6789     | SEVERNYJ X PINOT NOIR                        |
| MILLARDET ET GRASSET 345     | 19298    | SAVAGNIN NOIR X GIGANTESQUE                  |
| MOL KARA                     | 7892     | MADELEINE ANGEVINE X PINOT NOIR              |
| NEW YORK 63.0970.07          | 22706    | CHANCELLOR x PINOT NOIR                      |
| OLIVIA                       | 23182    | (BABEASCA NEAGRA X PINOT NOIR) X PINOT NOIR  |
| ORFEJ                        | 17628    | MISKET CHERVEN X PINOT NOIR                  |
| PALESTINA I                  | 8878     | MAYORKIN X PINOT NOIR                        |
| PALESTINA II                 | 8879     | MAYORKIN X PINOT NOIR                        |
| PALESTINA III                | 8880     | MAYORKIN X PINOT NOIR                        |
| PETRA                        | 14639    | KUNBARAT X PINOT NOIR                        |
| PICARLAT                     | 24742    | CABERNET SAUVIGNON X PINOT NOIR              |
| PINORICO                     | 24042    | KERNER X PINOT NOIR                          |
| PINOT NOVA                   | 25235    | BLAUER BURGUNDER X MALVERINA                 |
| PINOTAGE                     | 9286     | PINOT X CINSAUT                              |
| PINOTIN                      | 19994    | PINOT NOIR X FUNGUS RESISTANT VARIETY        |
| PLINIANA                     | 23032    | RIESLING ITALICO X PINOT NOIR                |
| RAINHA                       | 9883     | SEIBEL 7053 X PINOT NOIR                     |
| RAVAT NOIR                   | 9941     | SEIBEL 8365 X PINOT NOIR                     |
| RIGOTTI 102- 3               | 10085    | MERLOT X PINOT NERO                          |
| ROTER MILAN                  | 19996    | KERNER X BLAUBURGUNDER                       |
| ROUGET 24- 2                 | 10249    | PINOT NOIR X RUPESTRIS FORTWORTH             |
| ROUGET 24- 3                 | 10250    | PINOT NOIR X RUPESTRIS FORTWORTH             |
| SCHOENBURGER                 | 10833    | PINOT NOIR X PIROVANO 1                      |
| SKIF                         | 11851    | SAPERAVI SEVERNYI X (PINOT NOIR X AMURENSIS) |
| SLADKII CHERNYI              | 11864    | PINOT NOIR S.P.                              |
| STEITZ 1                     | 24869    | PINOT NOIR X ZALA GYOENGUE                   |
| STEITZ 2                     | 24870    | PINOT NOIR X ZALA GYOENGUE                   |
| VIRGILIO                     | 23044    | RIESLING ITALICO X PINOT NOIR                |
| VRH 12- 4- 80                | 22565    | VRH8695 X PINOT N                            |
| YAGODINKA                    | 13290    | PINOT NOIR X MAISKII CHERNYI                 |
| ZUPLJANKA                    | 13480    | PROKUPAC X PINOT NOIR                        |